# Келюс, Анн Клод Филипп де Леви
Анн-Клод-Филипп де Тюбье́р-Гримуа́р де Песте́льс де Леви́, граф де Келю́с, маркиз д’Эстернэ́, барон де Бранза́к (фр. Anne-Claude-Philippe de Tubières-Grimoard de Pestels Levieux de Lévis, comte de Caylus, marquis d'Esternay, baron de Bransac, 31 октября 1692, Париж — 5 сентября 1765, Париж) — французский аристократ, военный деятель, учёный-археолог, антиквар, меценат, писатель и художник (рисовальщик и гравёр), историограф французского искусства; представитель знатного дворянского рода Леви, по материнской линии приходившийся родственником маркизы де Ментенон.

## Биография
Анн-Клод-Филипп де Леви принадлежал к знатной гасконской семье дворян шпаги, он был младшим сыном в семье Эме-Жан-Анн, известного как Анн III, де Тюбьер де Гримуар де Пестельс де Келюс, генерал-лейтенанта (1666—1704) и Марты Маргариты ле Валуа де Вилетт де Марсэ, маркизы де Келюс (1673—1729), племянницы госпожи Франсуазы де Ментенон. После смерти отца его воспитывал дядя по отцовской линии, монсеньор де Келюс, епископ Осерский, известный янсенист.

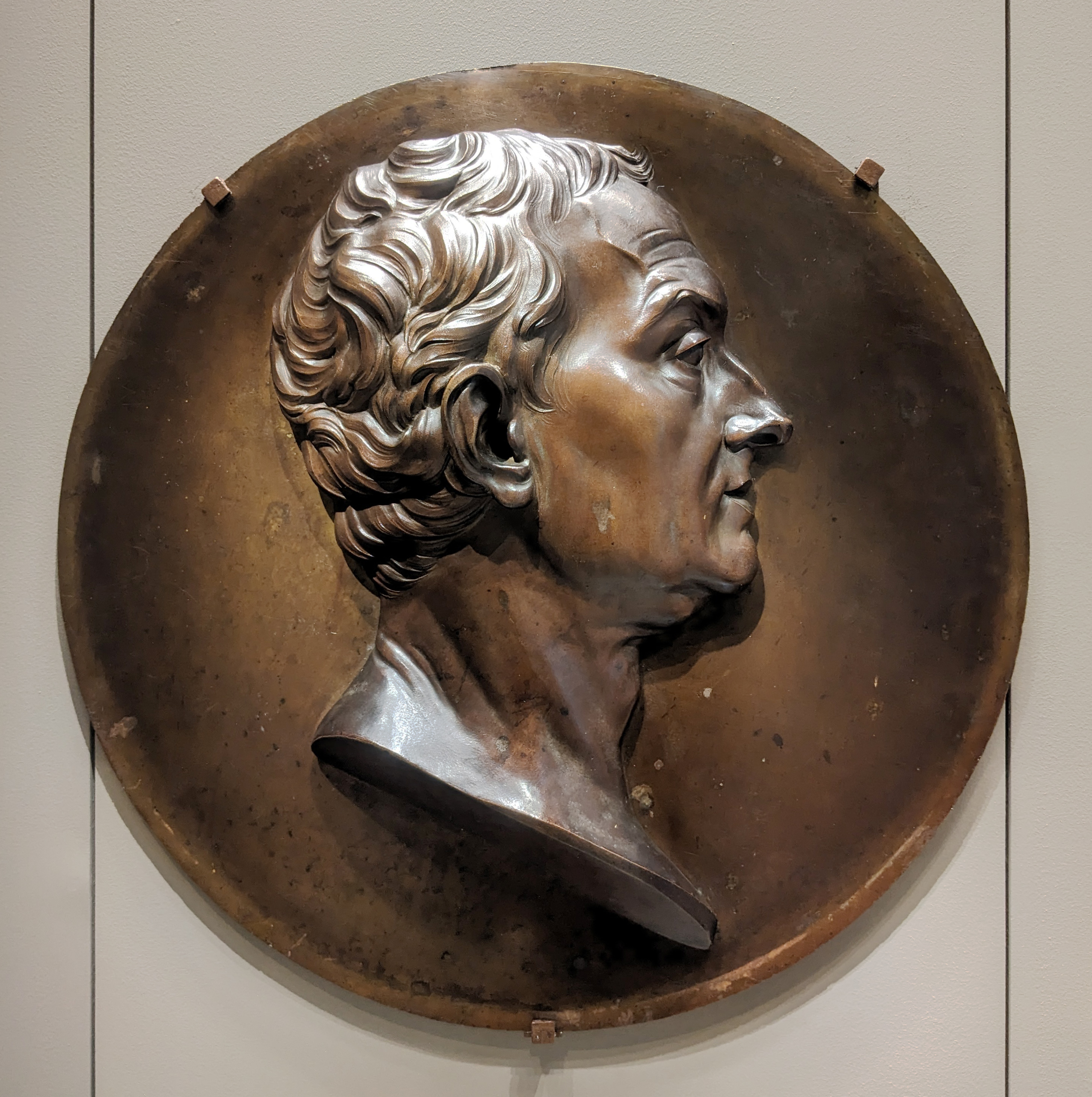
Л.-К. Вассе. Памятная медаль в честь де Келюса. 1769. Бронза. Лувр, Париж

Получив основательное образование, начал свою карьеру со службы королю, в семнадцать лет записался в мушкетёры. Принимал участие в войне за испанское наследство, во время которой командовал драгунским полком. В 1713 году участвовал в осаде Фрибура. После подписания мира он оставил многообещающую военную службу, чтобы посвятить себя изучению искусств. С 1714 по 1715 год путешествовал по Англии, Германии и Южной Италии, в 1716—1717 годах сопровождал французского посла в Константинополе и в Греции, где изучал древности. Затем он предпринял экспедицию в Малую Азию: Эфес и Адрианополь,
Возвратившись во Францию, занялся гравированием, подружился с живописцем Антуаном Ватто, который давал ему уроки рисования. После смерти Ватто граф де Келюс написал его биографию, которая остаётся одним из основных источников информации о жизни художника.
Специального художественного образования Келюс не получил, но осваивал самостоятельно рисунок, живопись, скульптуру, гравирование и музыку. Он исследовал античную технику восковой живописи, и способы окрашивания мрамора.
Келюс часто посещал литературные салоны и фестивали «Grandes Nuits de Sceaux», входил в узкий круг верных кавалеров «Ордена Медоносной мухи» (l’Ordre de la Mouche à Miel), который герцогиня Мeн давала в своем замке Со (Château de Sceaux). Келюс принимал деятельное участие во всём, что касалось искусства и археологии: писал биографические заметки о художниках и статьи, посвященные художествам и обычаям древних, учреждал премии своего имени, приобретал памятники античного искусства . Он оказывал важную поддержку многим молодым художникам, включая Эдме Бушардона, который предпочитал зарождающийся неоклассицизм стилю рококо, всё ещё бывшему в моде. Келюс создал большую серию гравюр «Этюды с простого народа, или Крики Парижа» (Études prises dans le bas peuple ou les Cris de Paris, 1737—1746) по мотивам работ Бушардона и с помощью гравёра Этьена Фессара.
Благодаря своей многосторонней деятельности в 1731 году он был избран в члены Королевской академии живописи и скульптуры, а в 1742 году в члены Академии надписей и изящной словесности.
Граф де Келюс собрал большую коллекцию древностей, которую завещал после своей смерти Кабинету медалей (ныне отдел монет, медалей и антиквариата Национальной библиотеки Франции, BnF). Одним из первых он стал рассматривать археологию как науку и этим оказал значительное влияние на И. И. Винкельмана, теоретика неоклассицизма. Однако оба учёных (потомственный аристократ и сын сапожника), «стоявшие у решительного поворота в искусствознании», не любили друг друга. Келюс был археологом-практиком и эмпириком; «Винкельман презирал прагматизм Келюса, который в свою очередь не одобрял присущего немецкому учёному доктринёрства».
Келюс был автором многих легкомысленных эротических рассказов и сатирических очерков, в частности цикла «История кучера Гийома» (Histoire de Mr. Guillaume, cocher, 1740). Они включены в двенадцатитомный сборник «Потешных сочинений» (Oeuvres badines complètes, 1757). Наряду с этим он публиковал «сказки» (Les Féeries nouvelles, 1741; Les Contes orientaux, 1743; Cinq contes de fées, 1745), некоторые из них были позднее переработаны Эндрю Лэнгом и адаптированы на английском языке в его сборнике «The Green Fairy Book» (1892).
В некоторых литературных работах Келюсу помогал его друг аббат Жан-Жак Бартелеми.
Дени Дидро, который не скрывал своей враждебности к Келюсу, описывая его как «вздорного и грубого торговца антиквариатом» (un antiquaire acariâtre et brusque), сочинил после его смерти эпиграмму: «Смерть избавила нас от самого жестокого из дилетантов» (La mort nous a délivrés du plus cruel des amateurs). Когда Келюс в 1765 году скончался, его тело было помещено в церкви Сен-Жермен-л'Осеруа в Париже в древнеримской порфировой погребальной урне, датируемой II или III веком. Это вдохновило Дидро на написание ещё одного язвительного двустишия: «Здесь покоится вздорный и грубый торговец антиквариатом / О, как хорошо он разместился в этом этрусском кувшине» (Ci-gît un antiquaire acariâtre et brusque / Oh, qu’il est bien logé dans cette cruche étrusque).

## Вклад графа де Келюса в археологию и искусствознание
Главным вкладом Келюса в историю научной археологии является публикация семитомного труда «Собрание египетских, этрусских, греческих, римских и галльских древностей» (Recueil d’antiquités ègyptiennes, etrusques, grecques, romaines et gauloises, 1752—1767) с большим количеством иллюстраций. Это издание ещё не было в полной мере теоретическим исследованием, а следовало, скорее, «старинным образцам», тем не менее оно оказалось «новаторским по духу».
Последний седьмой том был опубликован посмертно в 1767 году. В этом издании представлено около 2890 древних предметов, составлявших основу коллекции автора (за исключением около 400, взятых из иных источников). Таким образом, Келюс впервые опубликовал большое количество артефактов, найденных при раскопках Помпей и Геркуланума, несмотря на запреты короля Обеих Сицилий. Эти запреты касались как торговли древностями, так и их распространения посредством рисунков и гравюр. Граф де Келюс жил среди «перемешанных в беспорядке предметов старины, начиная со статуй и барельефов и кончая черепками посуды и фрагментов мрамора. В Италии у него были агенты, которые посылали ему образцы». Он не заботился о красоте своего собрания, а только об объективных данных. По его заказу многие учёные изучали эти предметы и давали свои заключения. Так, несмотря на отдельные ошибки и конфузы с подделками (с удовольствием отмеченные Винкельманом), Келюс незаметно «переходил грань от эмпирической археологии к исторической науке».
Другие издания: «Собрание античных картин, точно воспроизведённых по цвету и линии» (Recueil des peintures antiques, imitées fidè lement poor les couleurs et pour le trait, 1757), «Об энкаустической живописи и о живописи воском» (Sur la peinture a l’encaustique et sur la peinture á la cire), «Собрание гравированных камней из королевского кабинета» (Recueil des pierres gravé es du cabinet du roi).
Келюс одним из первых стал изучать не «историю художников, как было принято ранее, а собственно историю искусства» на основе последовательно рассматриваемых памятников с научной, археологической точки зрения. В этом он даже опережал своего соперника Винкельмана.
Келюс начал исследовать в качестве основы искусства «национальный вкус, господствовавший в ту или иную эпоху» и его изменение в соответствии с общими законами роста общества от детства к зрелости, будучи в этом предшественником Винкельмана. Его критерии были более расплывчаты, его инструменты слабее тех, которыми пользовался Винкельман, но принципы, высказанные им в «Recueil d’Antiquités Egyptiennes…», уже соприкасаются с винкельмановскими. Французский археолог и историограф Жорж До (1899—1988) объясняя, почему Келюс менее известен, чем Винкельман, ссылается на то, что у Келюса было много врагов и велась кампания по его замалчиванию, но признавал, что Келюс многими особенностями уступал Винкельману: не жил в Италии и не видел важных античных памятников собственными глазами. «Он опоздал на поезд славы, поскольку был всецело сосредоточен на подлинности своих незатейливых „кусочков“ и не осмелился свести собственные многочисленные наблюдения в целостную картину». Винкельман же, несмотря на ошибки, сумел выработать «весьма смелую обобщающую концепцию».
Келюс известен как прилежный и опытный гравёр; им создано около 200 листов гравюр с лучших рисунков Королевского кабинета, собрания портретов по живописным оригиналам Рубенса и Ван Дейка, рисункам Леонардо да Винчи, копии гравюр Луки Лейденского, Альбрехта Дюрера и других художников.
В качестве художника-гравёра Келюс принял участие в создании знаменитого «Сборника Жюльена» — собрания гравюр по произведениям Антуана Ватто.
Братья Гонкур посвятили Келюсу главу в книге «Интимные портреты XVIII века» (Portraits intimes du XVIIIe siècle, 1857).

## Предметы собрания графа де Келюса

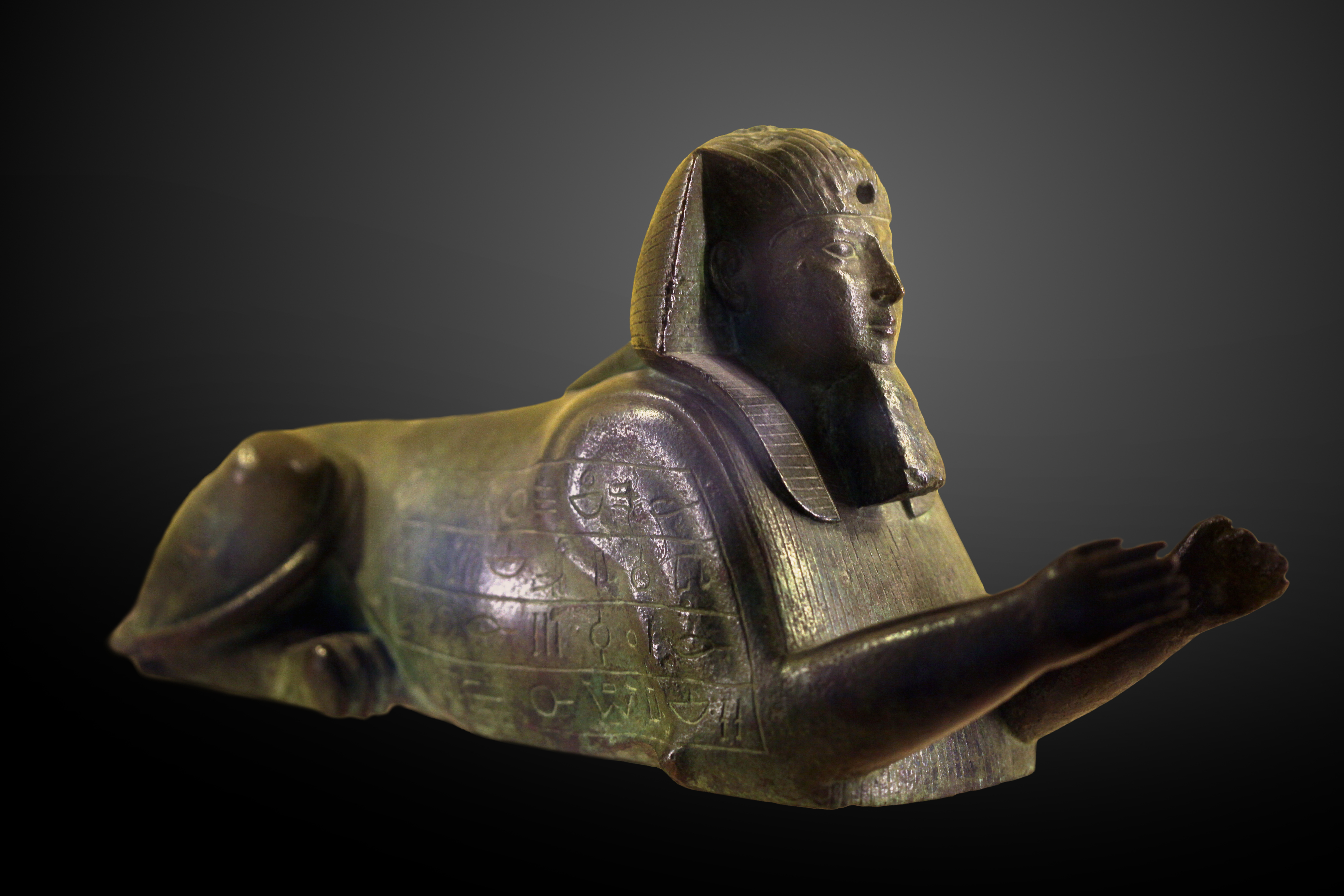
Сфинкс. Между 589 и 570 гг. до н. э. Бронза. Лувр, Париж
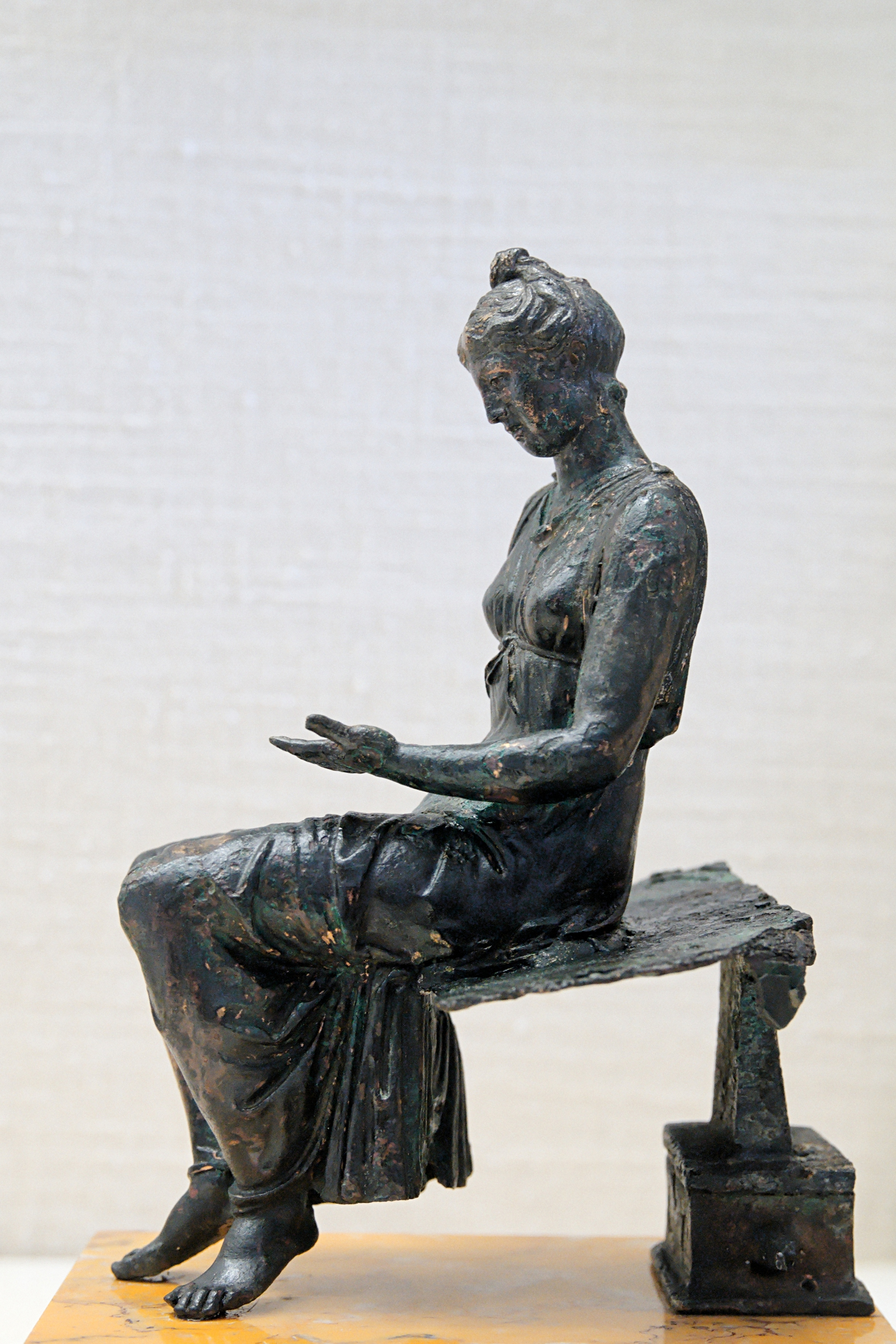
Скульптурка девушки. II в. до н. э. Бронза. Кабинет медалей Национальной библиотеки Франции
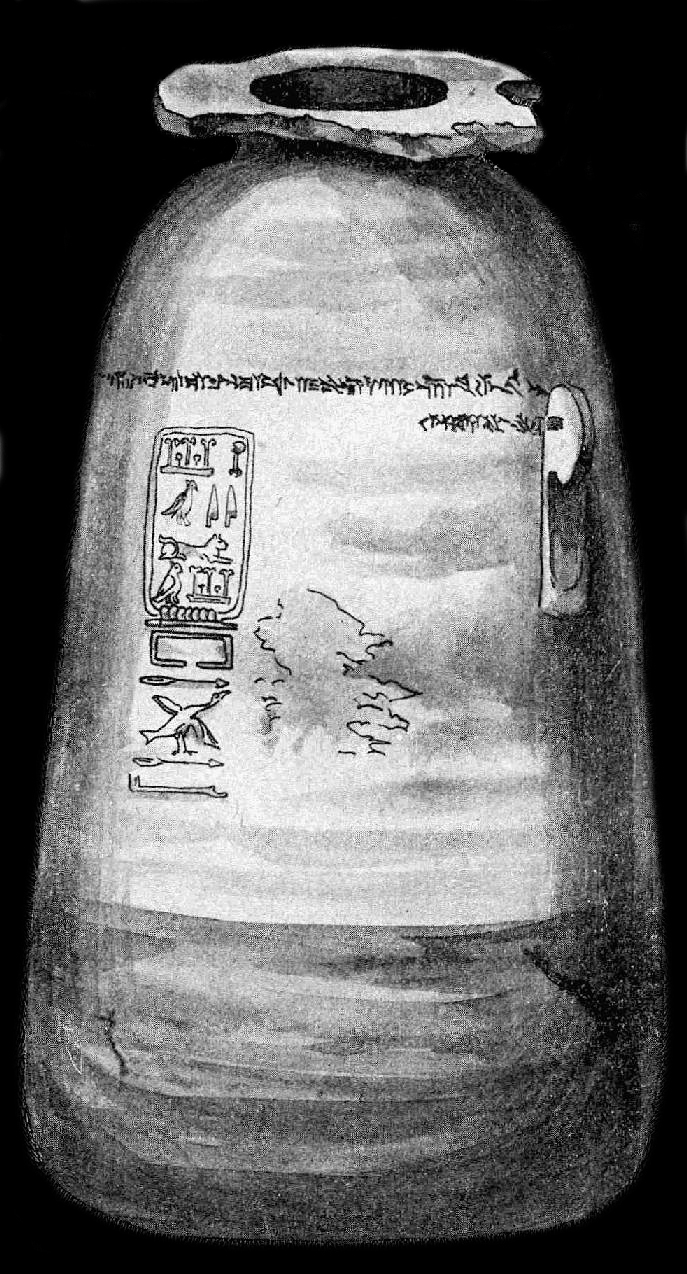
«Ваза Келюса» с надписью на четырёх языках. Ок. 518–465 гг. до н. э. Алебастр. Луксор, Египет. Кабинет медалей Национальной библиотеки Франции
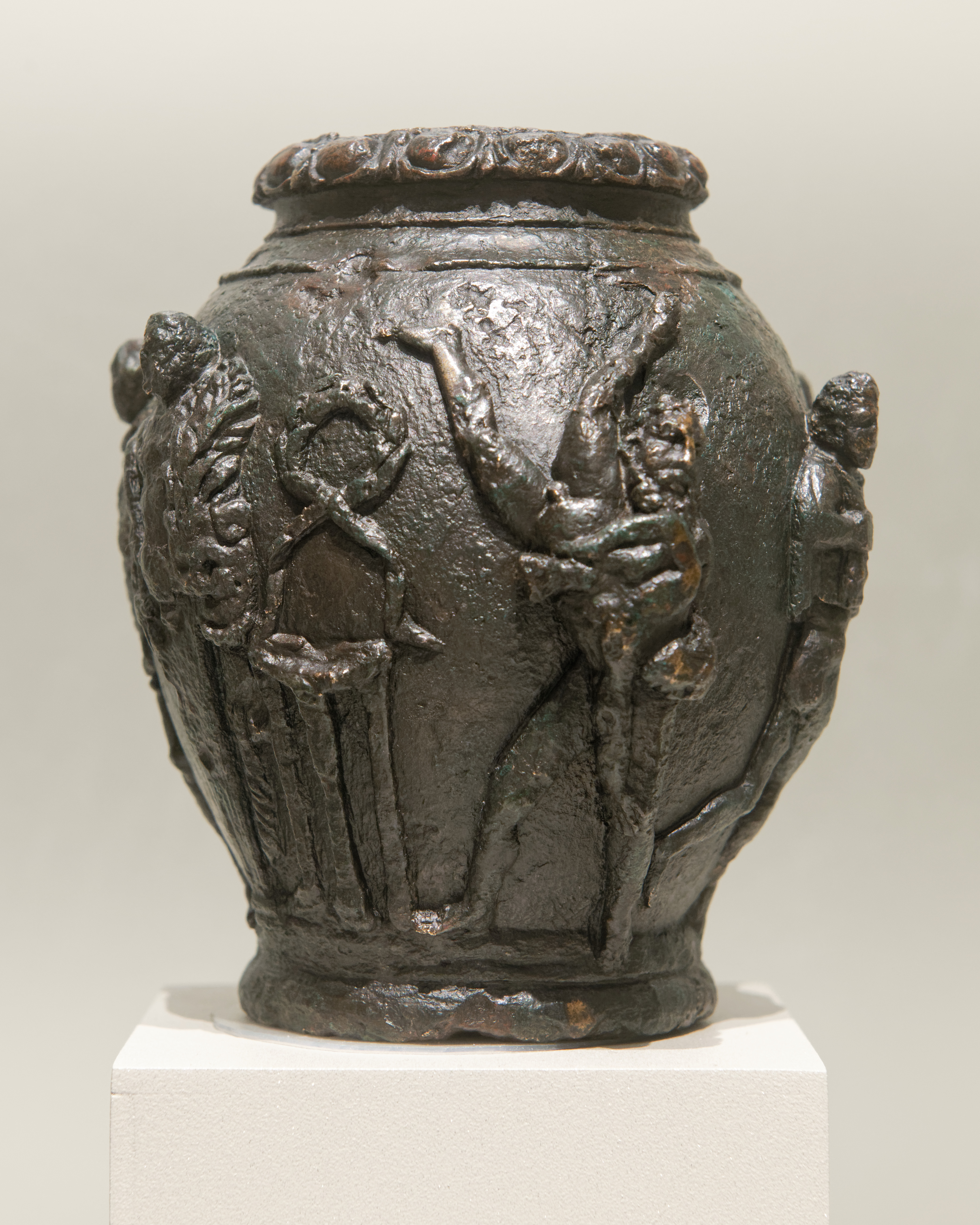
Ваза с изображением сцен в палестре. II в. до н. э. Бронза. Музей национальной библиотеки Франции. Париж
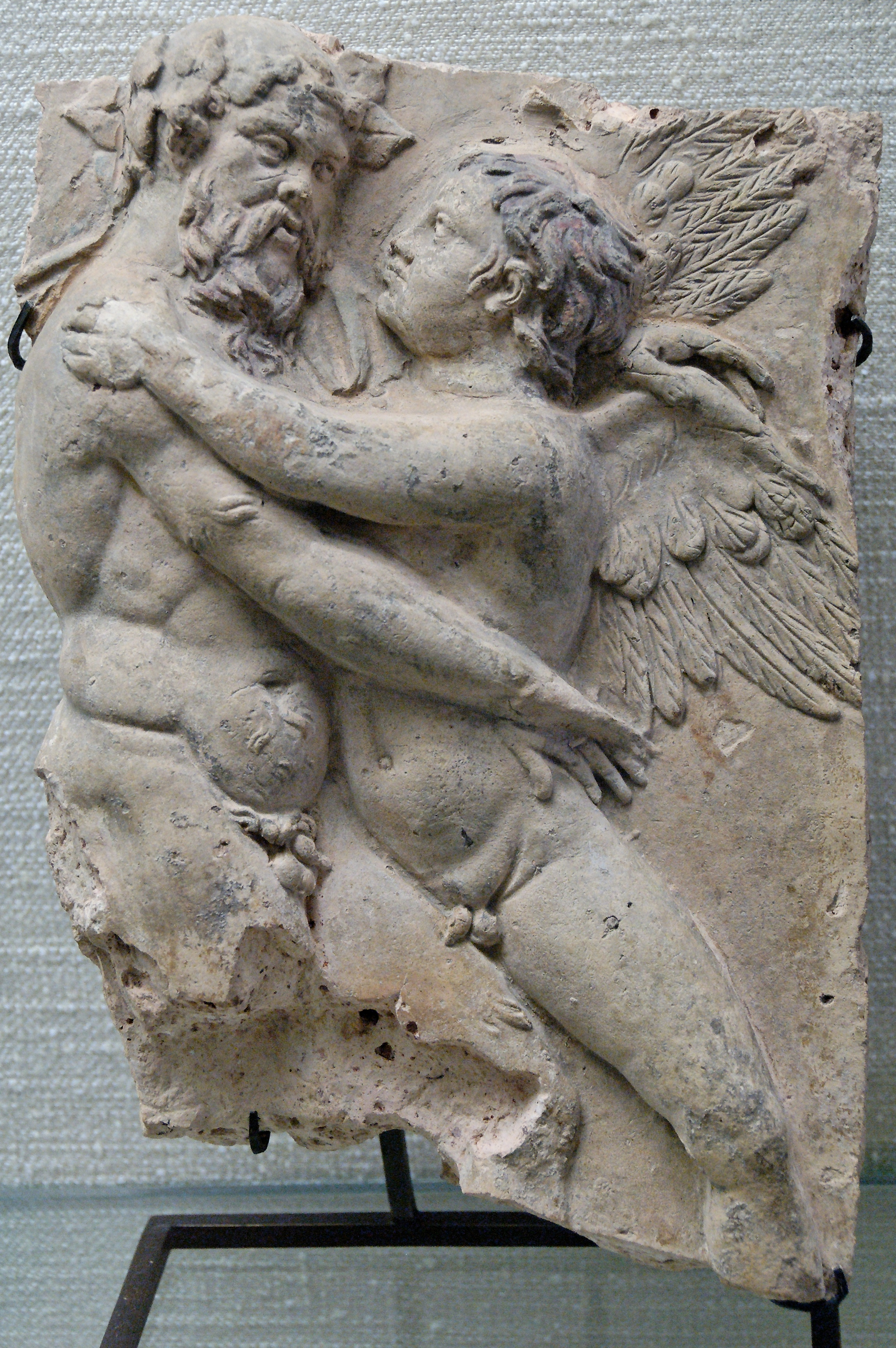
Силен и Эрос. Фрагмент рельефа. Нач. I в. н.э. Терракота. Найден в 1760 году в Скрофано, Лацио. Кабинет медалей Национальной библиотеки Франции
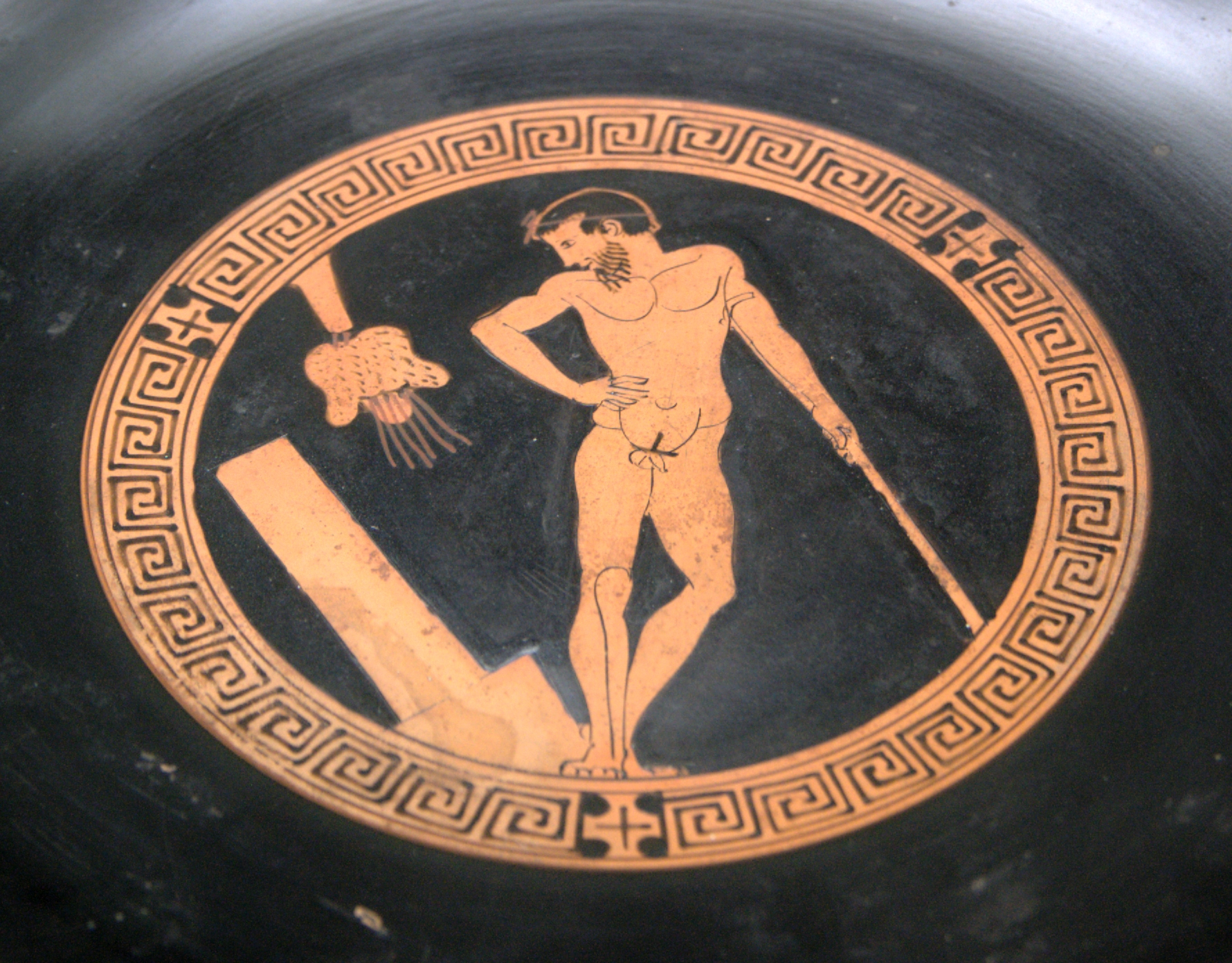
Роспись килика. Атлет на палестре. Вт. четв. V в. до н.э. Кабинет медалей Национальной библиотеки Франции
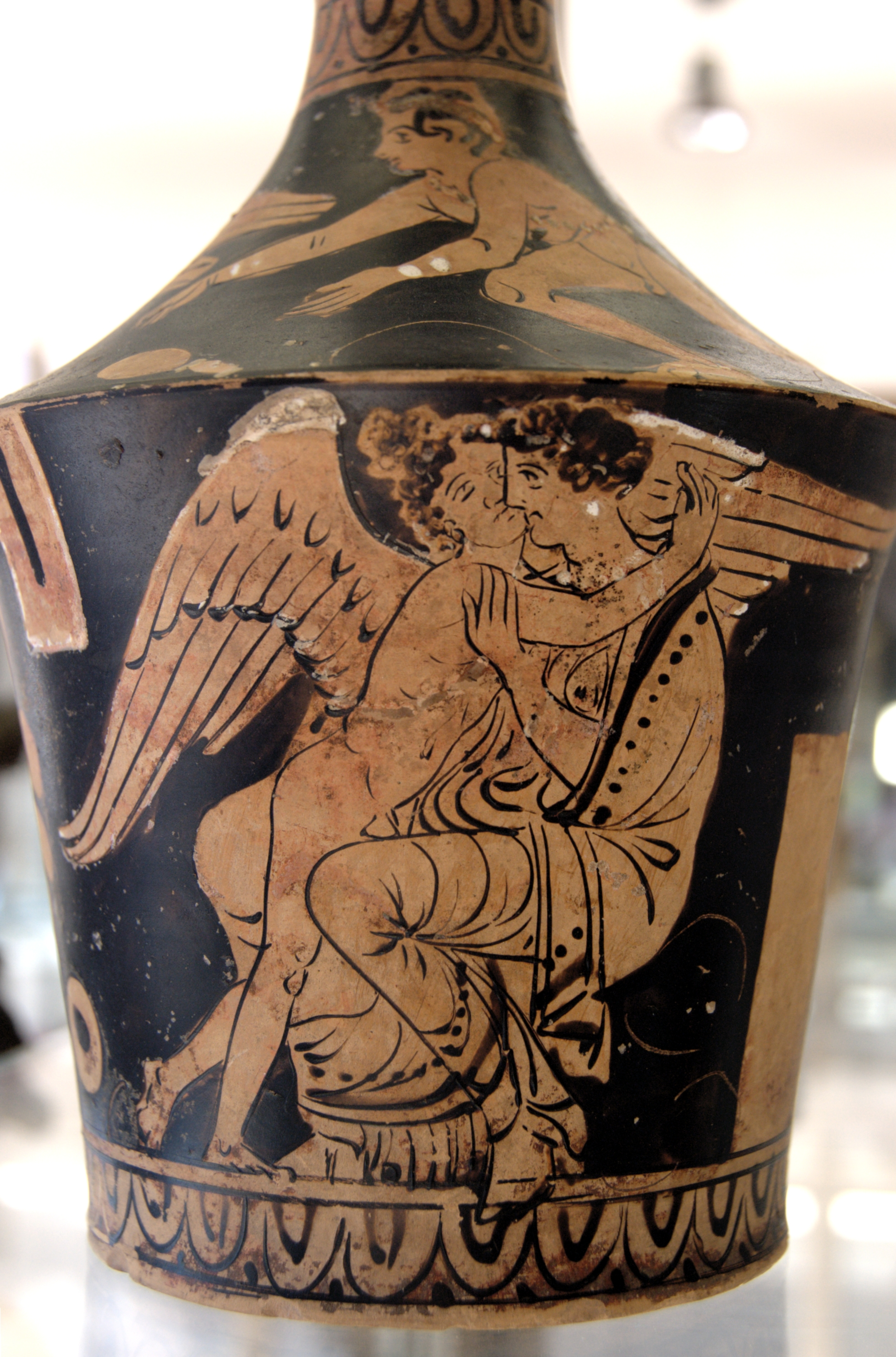
Эрот и женщина. Роспись ойнохои. Греция. Кабинет медалей Национальной библиотеки Франции

## Иллюстрации «Собрания египетских, этрусских, греческих, римских и галльских древностей». Т. 1. 1752

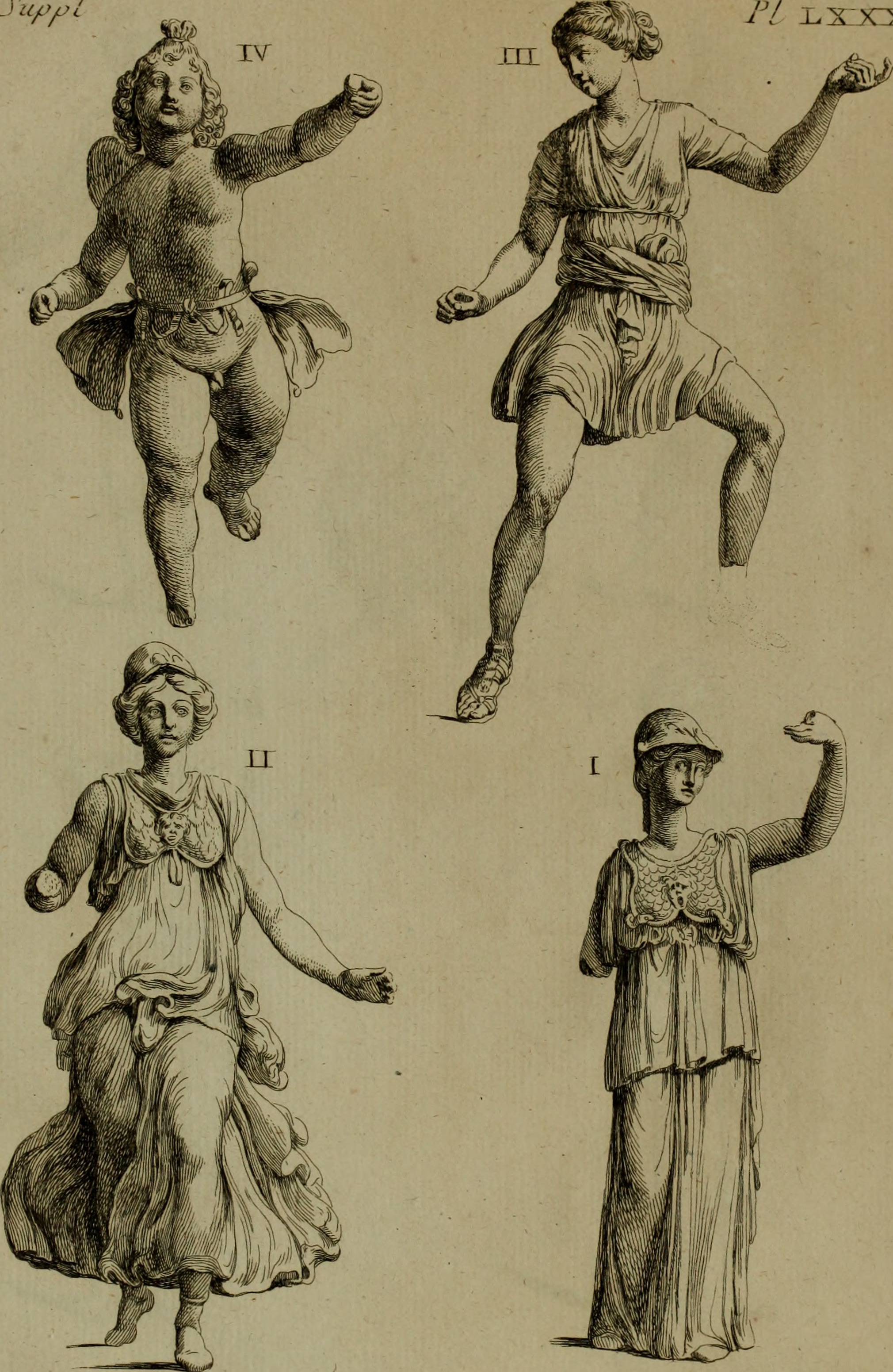
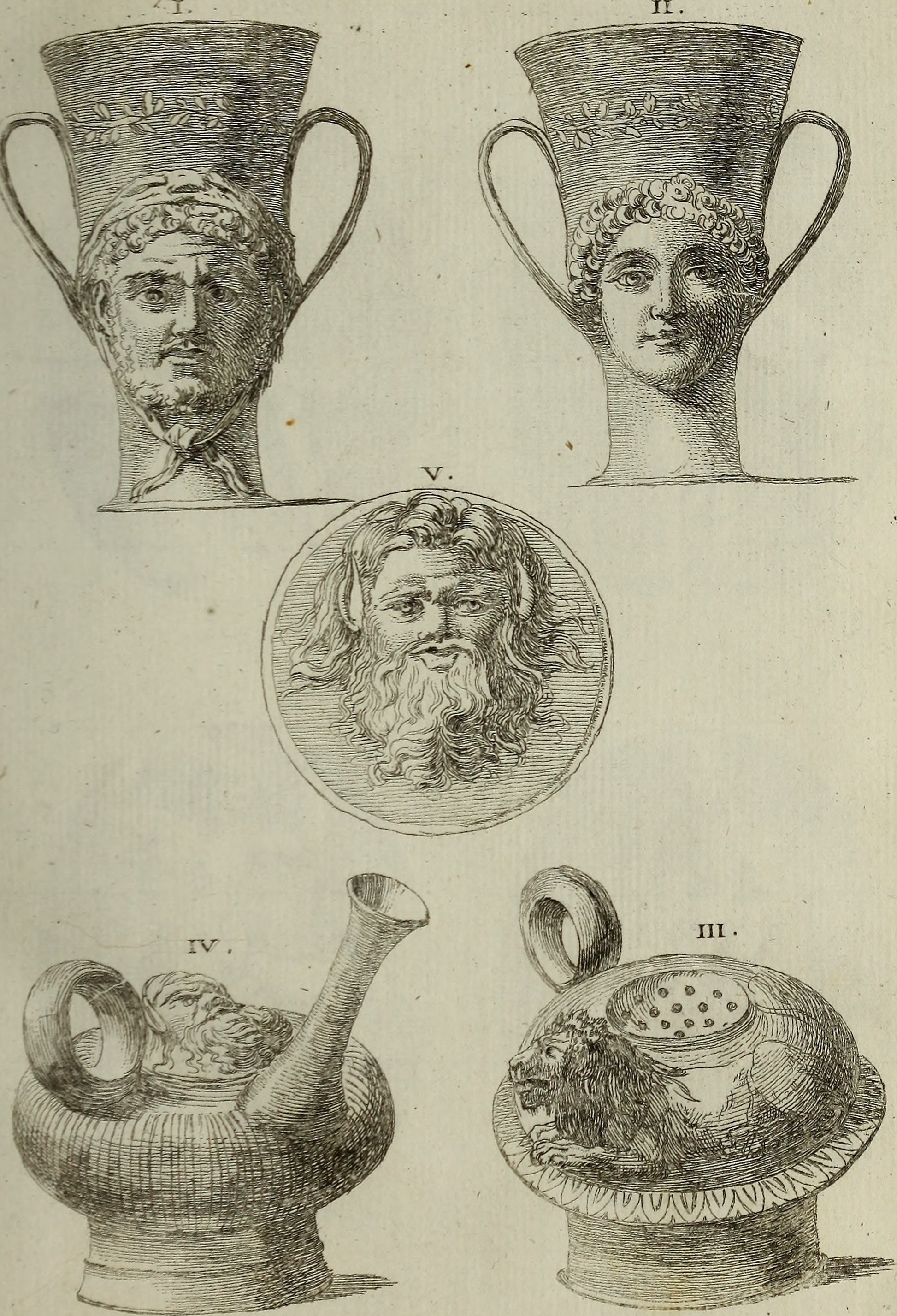
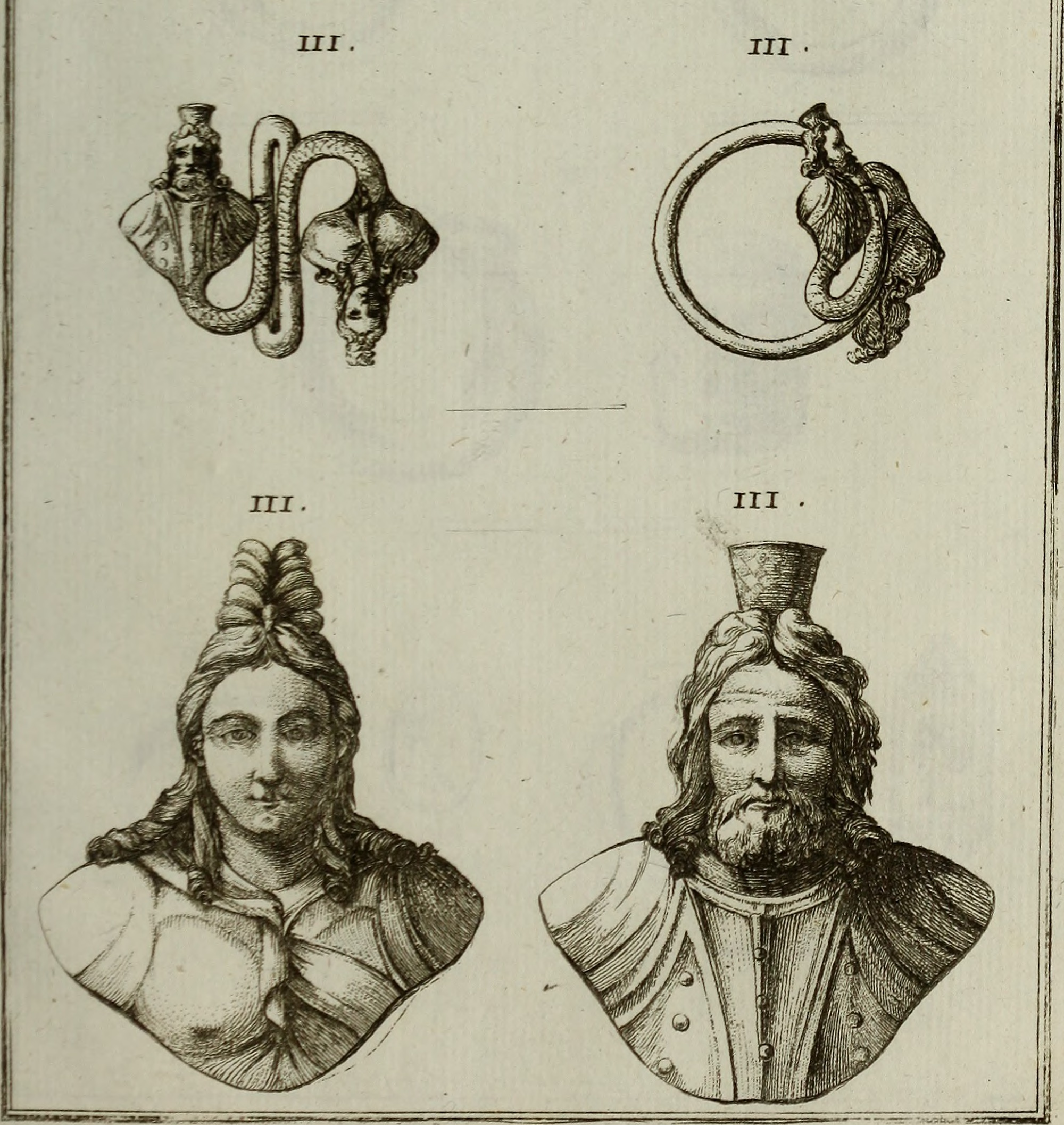
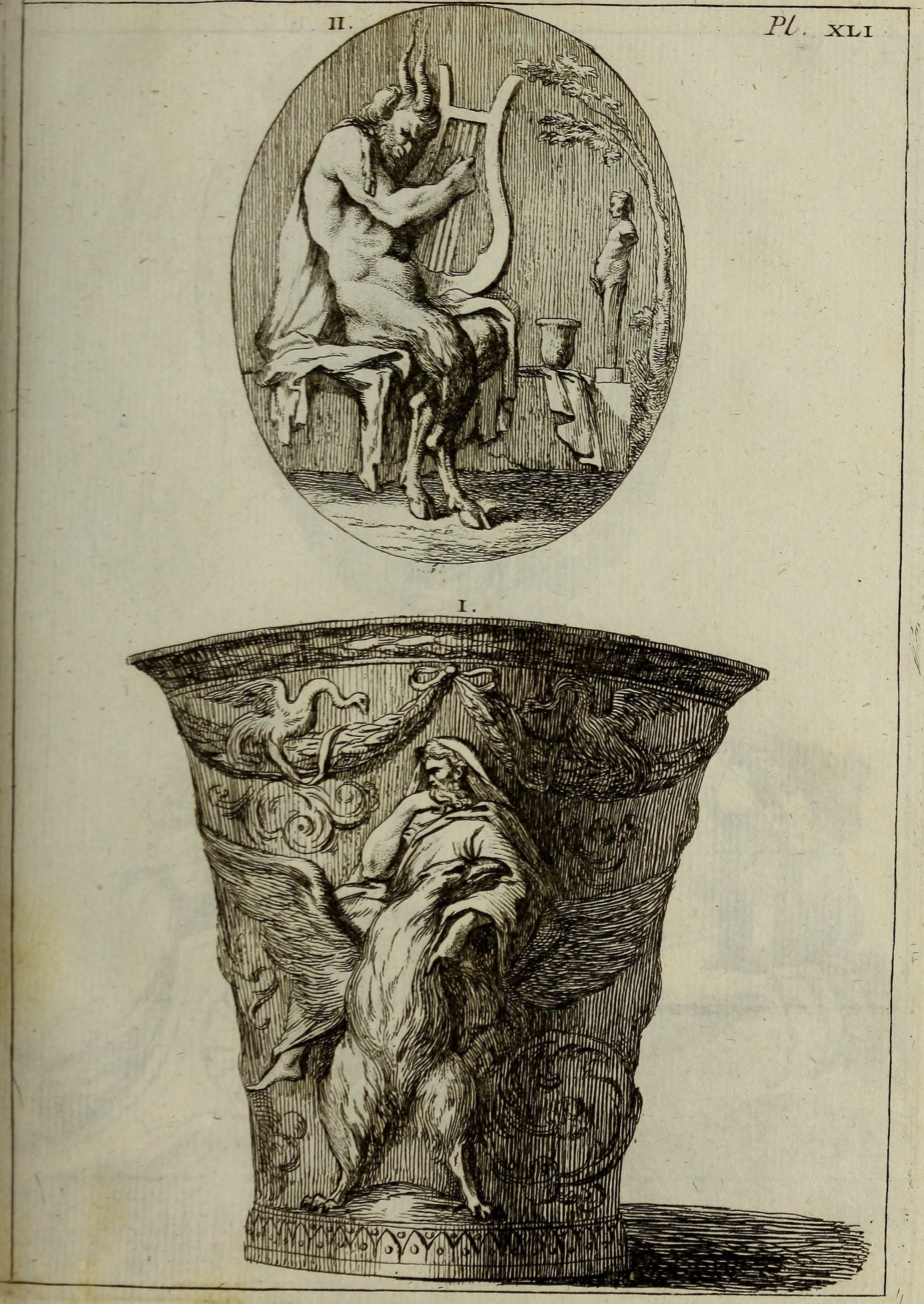
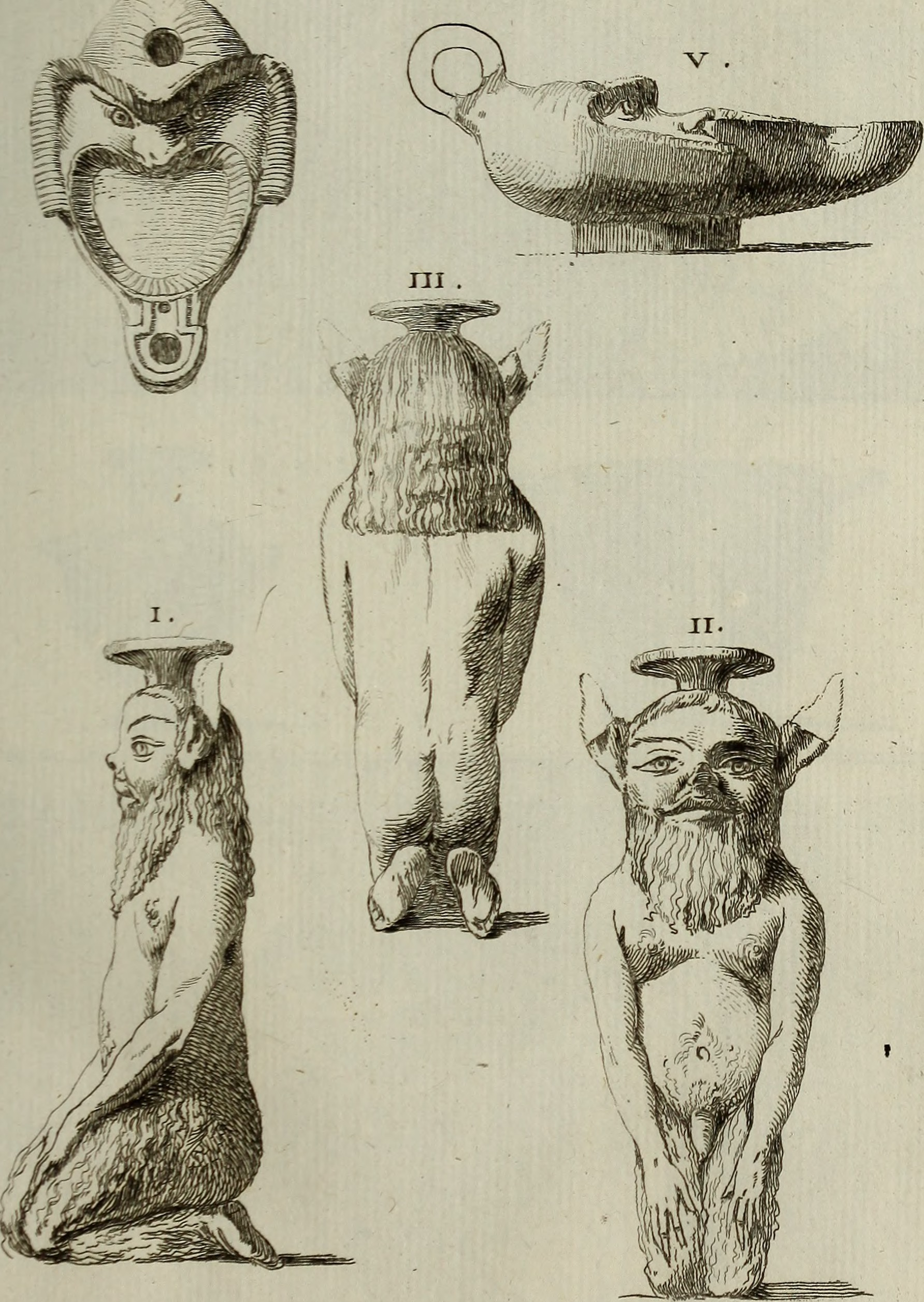
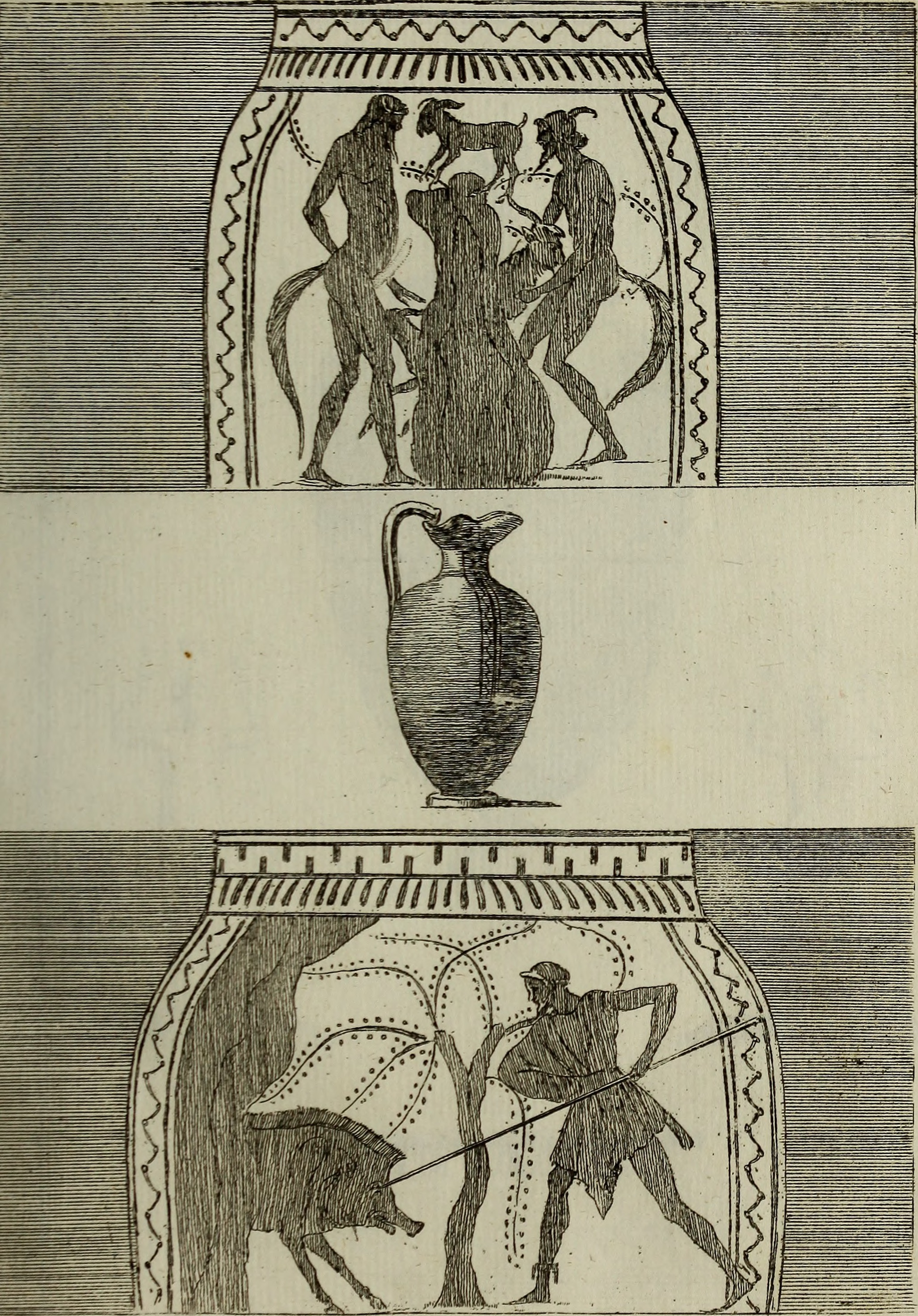
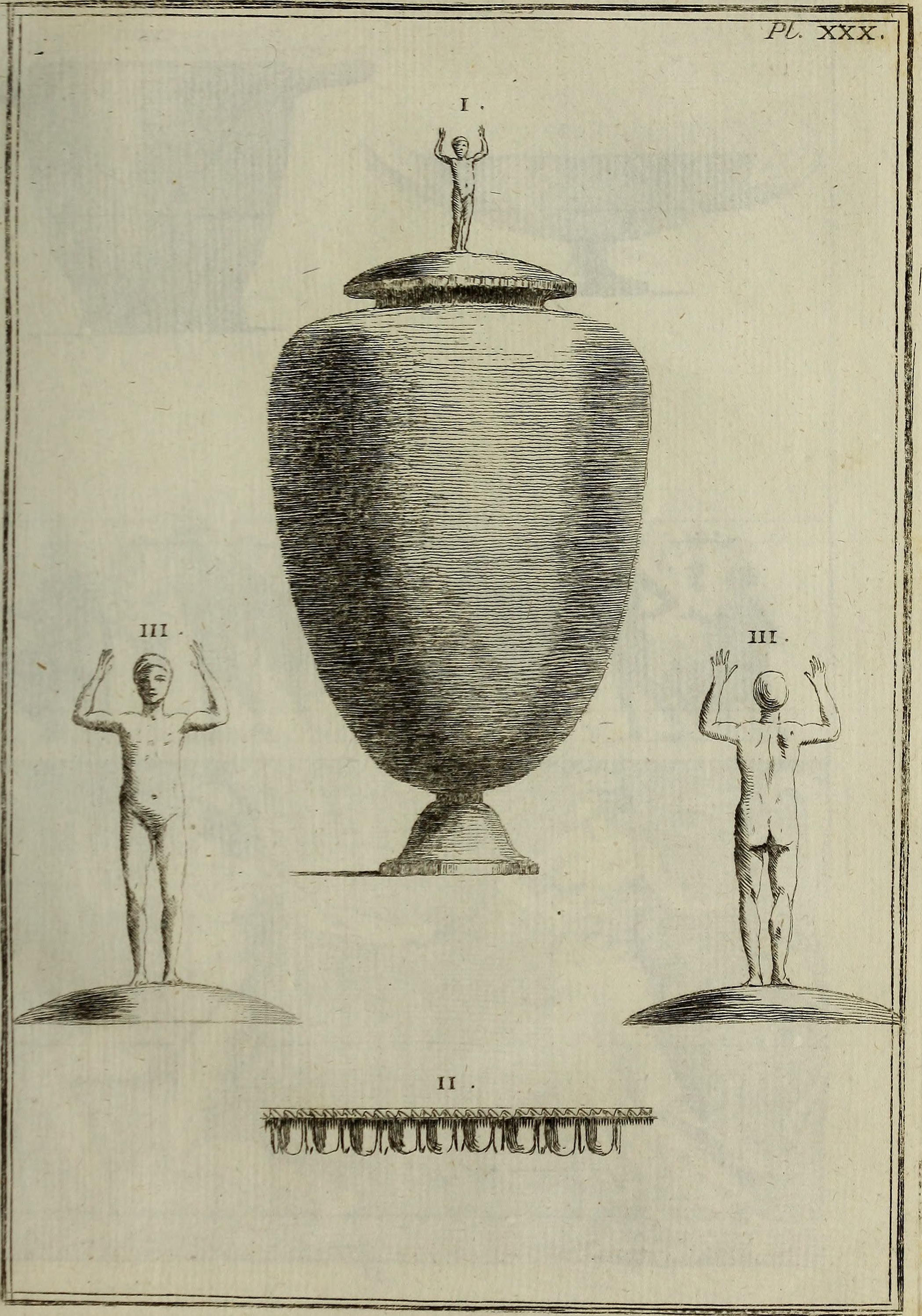
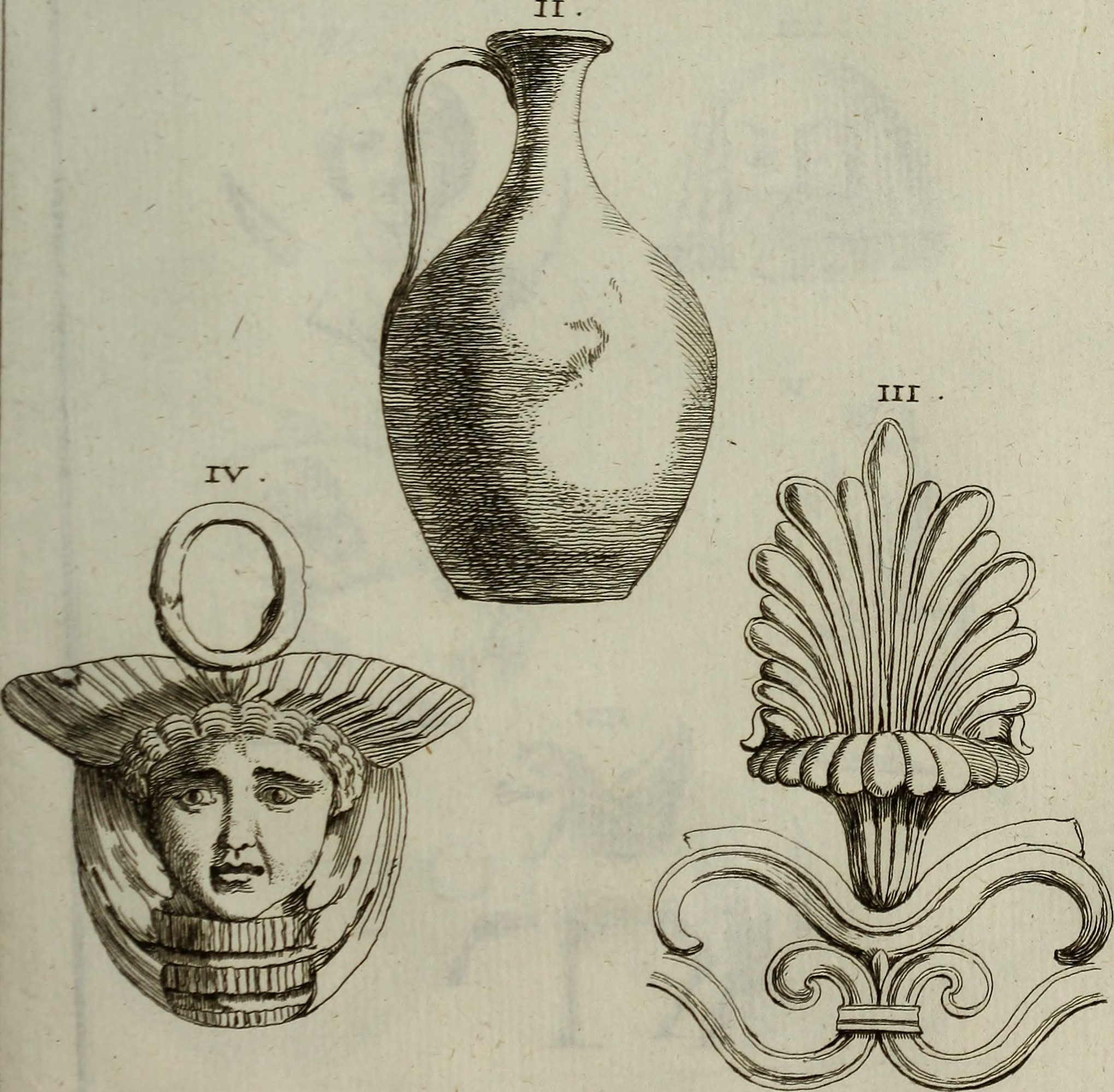

## Основные публикации
- Recueil Crozat, avec Nicolas Lesueur, Paris, Imprimerie nationale. 1729—1742.
- Histoire de Guillaume, cocher, éd. Zulma, Paris. 1740.
- Recueil d’antiquités égyptiennes, étrusques, grecques, romaines. 7 volumes. 1752—1767.
- Nouveaux sujets de peinture et de sculpture. 1755.
- Mémoire sur la peinture à l’encaustique et sur la peinture à la cire. 1755.
- Nouveaux sujets de peinture et de sculpture. 1755.
- Tableaux tirés de l’Iliade, de l’Odyssée, et de l’Enéide. 1757.
- Œuvres badines. 12 volumes. 1787.